# Tianneng Power
Tianneng Power International Limited («Тяньнэн Пауэр») — китайский производитель аккумуляторных батарей для электромобилей, трициклов и электрических велосипедов, а также систем накопления энергии для солнечных и ветровых электростанций. Основан в 1986 году, операционная штаб-квартира расположена в Хучжоу (Чжэцзян), международная — в Гонконге.

## История
Компания Tianneng основана в 1986 году в Хучжоу (провинция Чжэцзян), начав с производства аккумуляторов для электровелосипедов; в июне 2007 года вышла на Гонконгскую фондовую биржу; в январе 2021 года вышла на Шанхайскую фондовую биржу.

## Деятельность
Компания производит свинцово-кислотные и литиевые аккумуляторы для велосипедов, трициклов, скутеров, автомобилей, погрузчиков и дорожно-строительной техники; системы накопления энергии для жилых домов, промышленных и коммерческих объектов, телекоммуникационных объектов, дата-центров и электростанций; перерабатывает и утилизирует аккумуляторные материалы (в том числе свинец, литий, кобальт и кислоту). По состоянию на 2022 год Tianneng Power занимала первое место в Китае по производству свинцово-кислотных аккумуляторов.
17 заводов Tianneng Power расположены в провинциях Чжэцзян (Чансин), Цзянсу (Шуян), Аньхой (Уху и Цзешоу), Хэнань (Пуян), Гуйчжоу (Тайцзян), Шаньдун и Цзянси.
По итогам 2022 года основные продажи Tianneng Power пришлись на свинцово-кислотные аккумуляторы (47,9 %), торговые операции (43,7 %), возобновляемые ресурсы (5,1 %) и литий-ионные аккумуляторы (2,1 %). Ключевым рынком сбыта был Китай (99,5 % продаж). Также Tianneng Power экспортирует свою продукцию во Вьетнам, на Филиппины, в Таиланд, Сингапур, Индонезию, Австралию, Новую Зеландию, Индию, Турцию, Германию, Нидерланды, Нигерию, США, Колумбию и Аргентину.

## Акционеры
Основными акционерами Tianneng Power являются Чжан Тяньжэнь (36,57 %), GF Fund Management (3,54 %), First Seafront Fund Management (2,48 %), The Vanguard Group (2,3 %), Чжан Кайхун (1,67 %), Dimensional Fund Advisors (1,4 %), Ши Божун (1,39 %), Чжан Аогэнь (1,21 %), UBS Asset Management (0,97 %) и Bankinter Gestión de Activos (0,77 %).